# Strongylurus spinosus
Strongylurus spinosus là một loài bọ cánh cứng trong họ Cerambycidae.